# Carlo Teodoro in Baviera
Carlo Teodoro in Baviera (Possenhofen, 9 agosto 1839 – Kreuth, 30 novembre 1909) è stato un nobile tedesco appartenente alla Casa Wittelsbach, duca in Baviera e capo del casato dal 1888 al 1909, oltre che famoso oculista.

## Biografia

### Infanzia e giovinezza

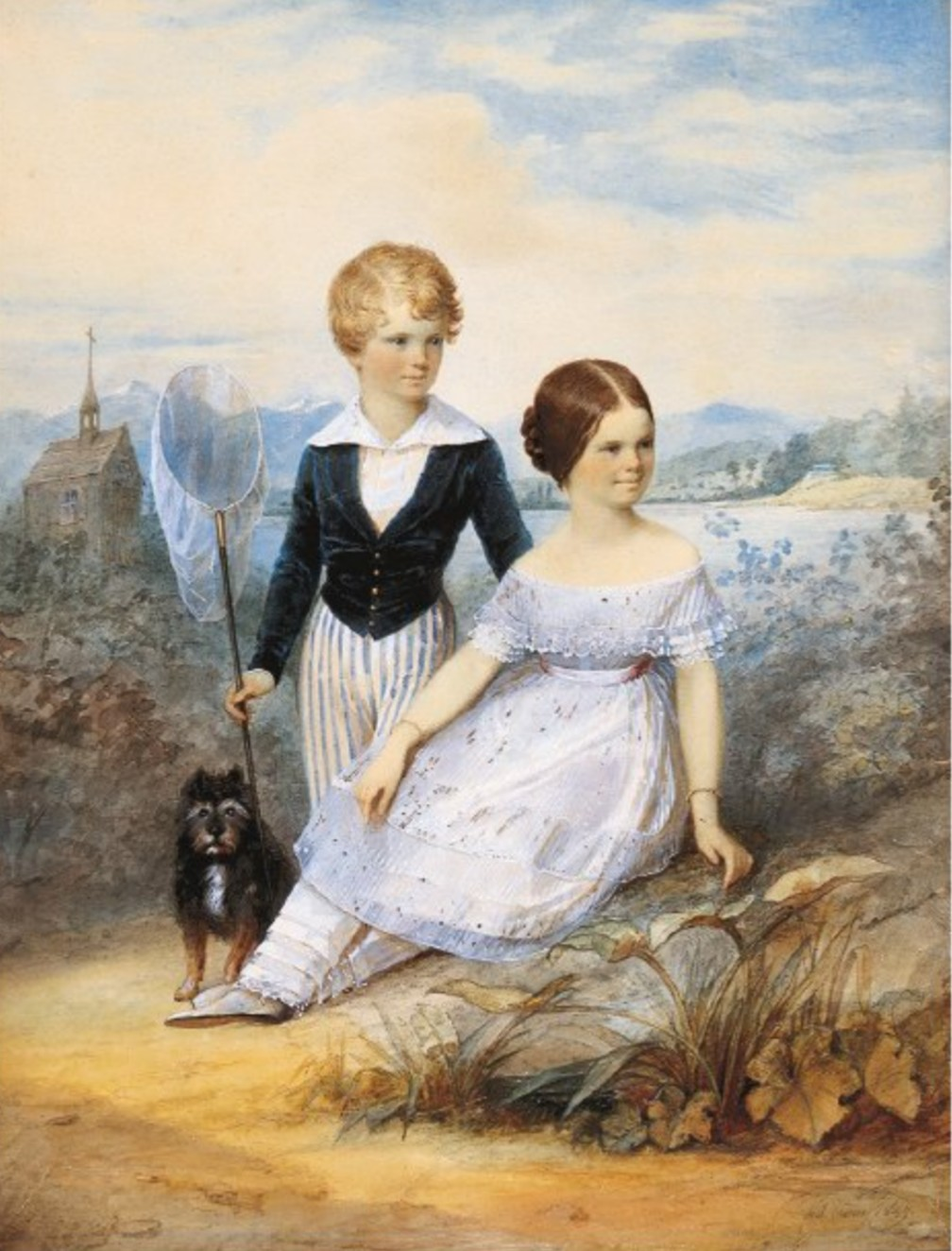
Ritratto di Carlo Teodoro all'età di nove anni insieme con la sorella Elisabetta al castello di Possenhofen.

Carlo Teodoro nacque al Castello di Possenhofen terzogenito maschio del Duca Massimiliano in Baviera e di sua moglie la Principessa Ludovica di Baviera. Come i suoi fratelli, crebbe in una condizione di notevole libertà, rispetto alla rigida educazione di solito imposta ai giovani membri delle famiglie nobiliari.
Nel 1857 iniziò la carriera militare, come tradizione per un membro della casa Wittelsbach. Alloggiò nei dormitori comuni come soldato semplice. Raggiunta la maggiore età gli fu conferito l'ordine di Sant'Uberto e l'ordine del Toson d'oro.

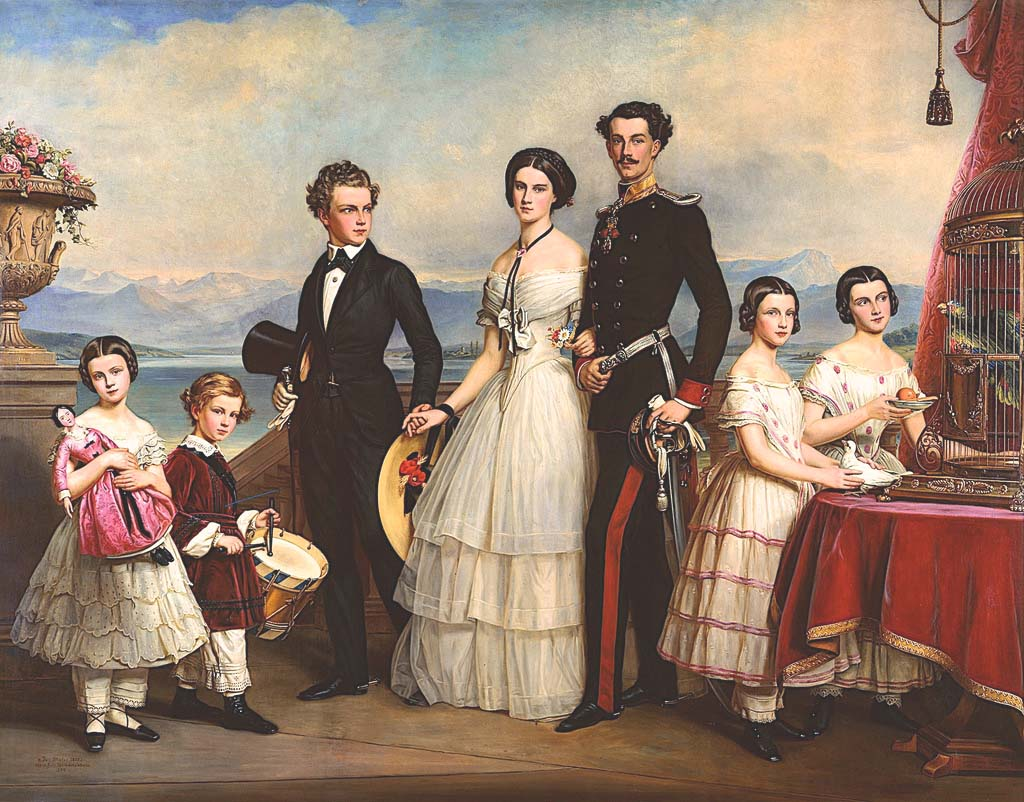
I figli di Max in Baviera ritratti da Joseph Karl Stieler

Dato che il fratello Luigi, per sposare, in matrimonio morganatico, la borghese Enrichetta Mendel, aveva rinunciato alla primogenitura, tali diritti si trasferirono a Carlo Teodoro, che ne ricevette notevoli benefici finanziari.
Come capitano di cavalleria fu comandante del 1º squadrone nel 1º reggimento corazzieri.

### Primo matrimonio

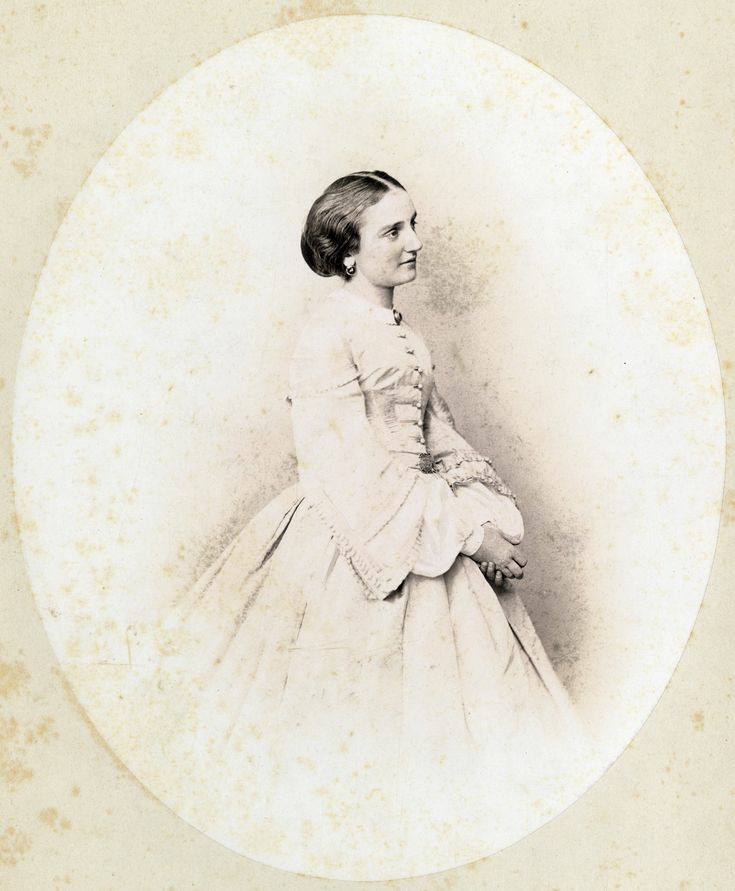
Sofia di Sassonia, prima moglie di Carlo

L'11 febbraio 1865 sposò a Dresda sua cugina di primo grado, la principessa Sofia di Sassonia, figlia del re Giovanni di Sassonia e della regina Amalia Augusta, figlia del re Massimiliano I di Baviera suo nonno materno.
Anche dopo il matrimonio Carlo rimase nell'esercito. Nel 1866 prese parte alla guerra.
Dopo il parto della prima figlia, Sofia ebbe problemi respiratori che minarono molto la sua salute. Un anno dopo fu colta da una grave influenza che la portò alla morte il 10 marzo 1867, all'età di 22 anni.

### Studi medici

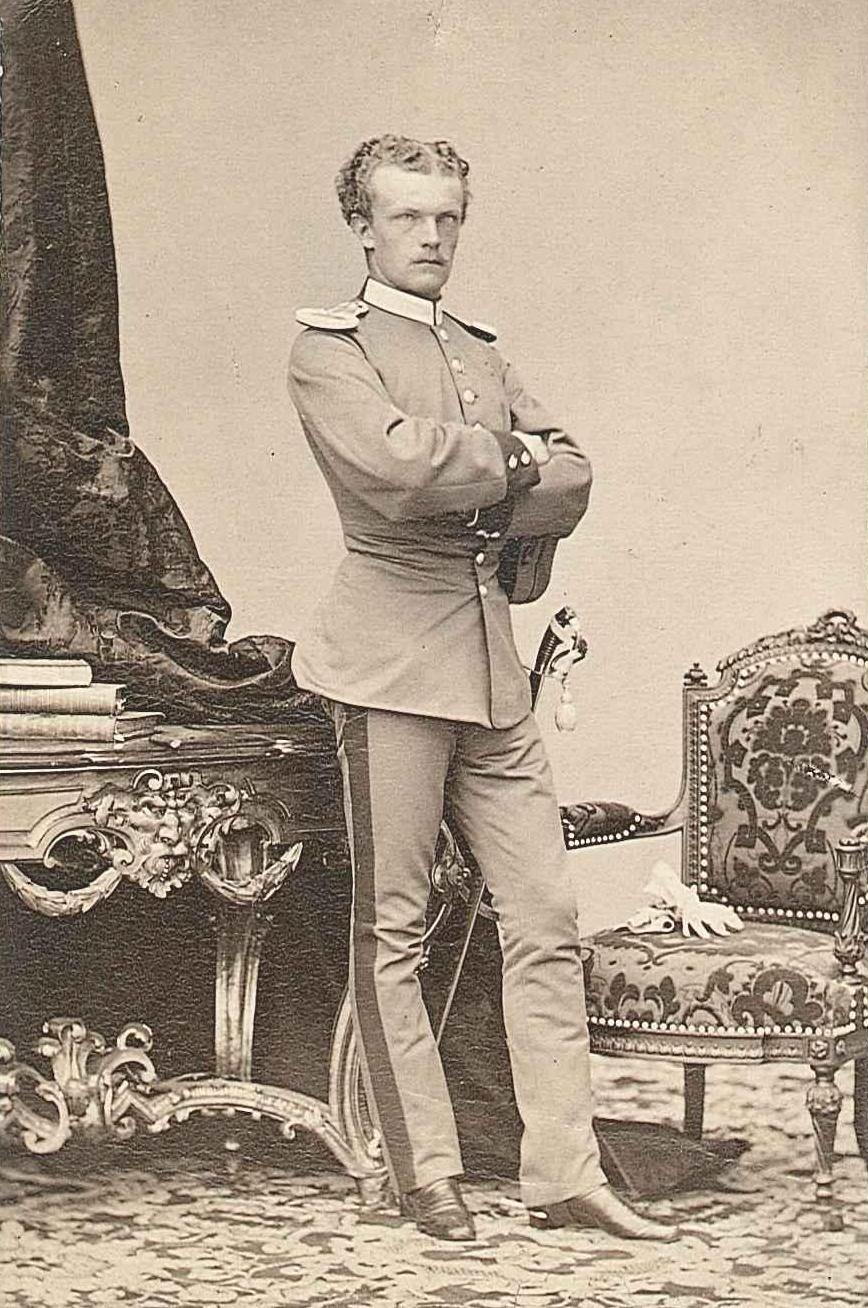
Carlo Teodoro in Baviera

La morte della moglie produsse in Carlo Teodoro un profondo turbamento interiore. L'aver assistito, impotente, alla morte di Sofia gli suggerì la carriera medica. La famiglia si oppose ad una tale decisione in quanto non era degno per un principe avere un lavoro. Incoraggiato dai professori universitari, riuscì a conseguire la laurea.

### Secondo matrimonio

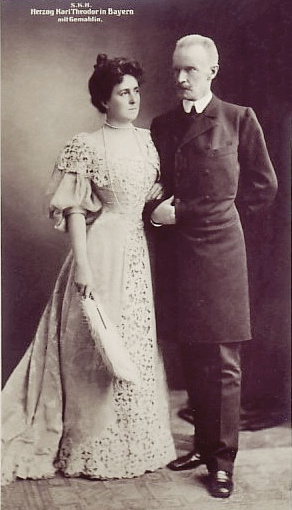
Carlo Teodoro e Maria José di Braganza

Due anni dopo aver finito con successo gli studi (nel 1874), si sposò con Maria José di Braganza, figlia di Michele del Portogallo e di Adelaide di Löwenstein-Wertheim-Rosenberg, che aveva conosciuto mentre era ospite del cognato Francesco II delle Due Sicilie presso il suo castello di Garasthausen sul lago di Starnberg.

### Carriera medica

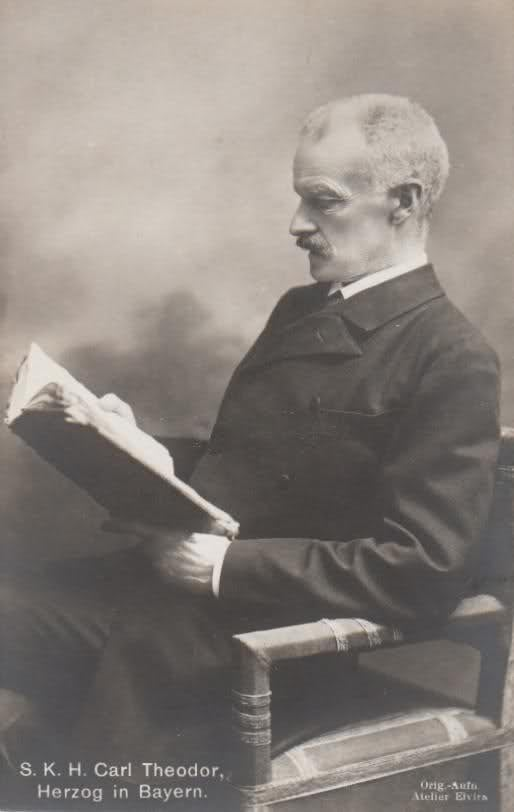
Il dottor Carlo Teodoro nel 1901

Con il dottor Anton Mayer aprì a Possenhofen uno studio medico, in cui curava la popolazione locale e offriva un'assistenza gratuita ai nullatenenti. Arrivarono così sempre più pazienti.
Il lavoro sempre più imponente lo logorò talmente che nel 1878 si ammalò di tosse convulsa.
Con la sua famiglia si trasferì quindi a Mentone, dove il clima mite lo ristabilì completamente. Lì viveva Alexander von Ivanov, un famoso oculista di Kiev, il cui studio era come un luogo di pellegrinaggio per chiunque avesse problemi agli occhi. Carlo Teodoro entrò quindi a far parte del suo staff.
Il Duca collaborò anche, nella sua clinica, con il famoso chirurgo Christian Billroth, conosciuto più tardi a Vienna.

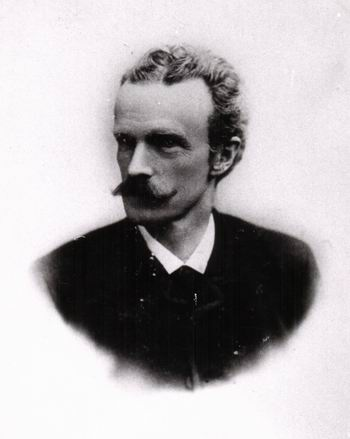
Il Duca oculista nei primi anni del Novecento

Nel 1888 venne aperta la nuova clinica a Tegernsee. Inoltre aprì una propria clinica in Giselastrasse ma prestava la sua opera anche a Monaco e ovunque lo chiamassero.
La fama del medico raggiunse l'Algeria, dove fu chiamato ad operare con l'aiuto di sua figlia Sofia.

### Morte

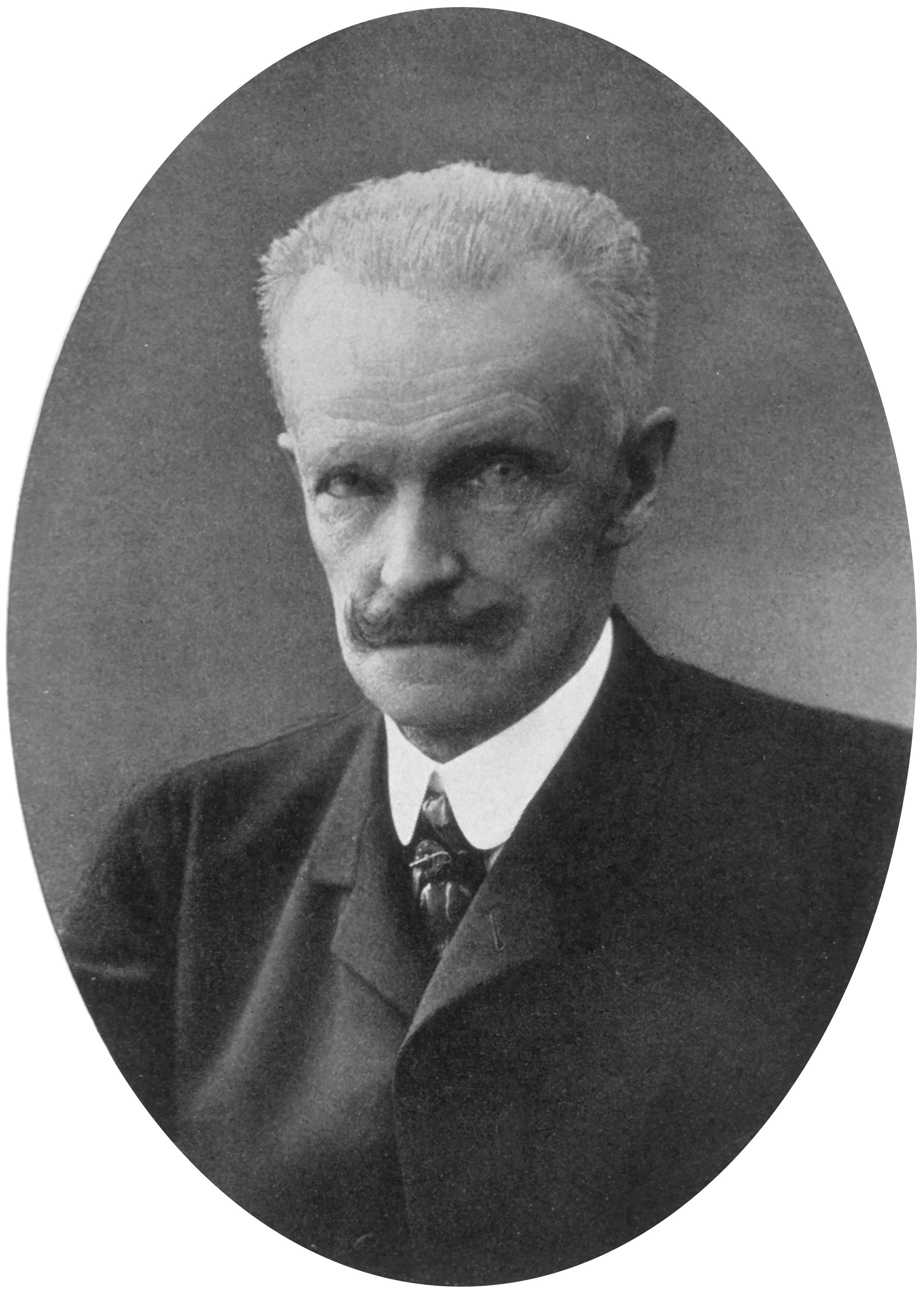
Carlo Teodoro in tarda età

Dopo aver festeggiato con tutta la famiglia i settant'anni, si recò a Bad Kreuth per prendere parte ad una battuta di caccia. Qui si ammalò di nefrite e le sue condizioni si aggravarono con una bronchite che lo portò definitivamente alla morte.

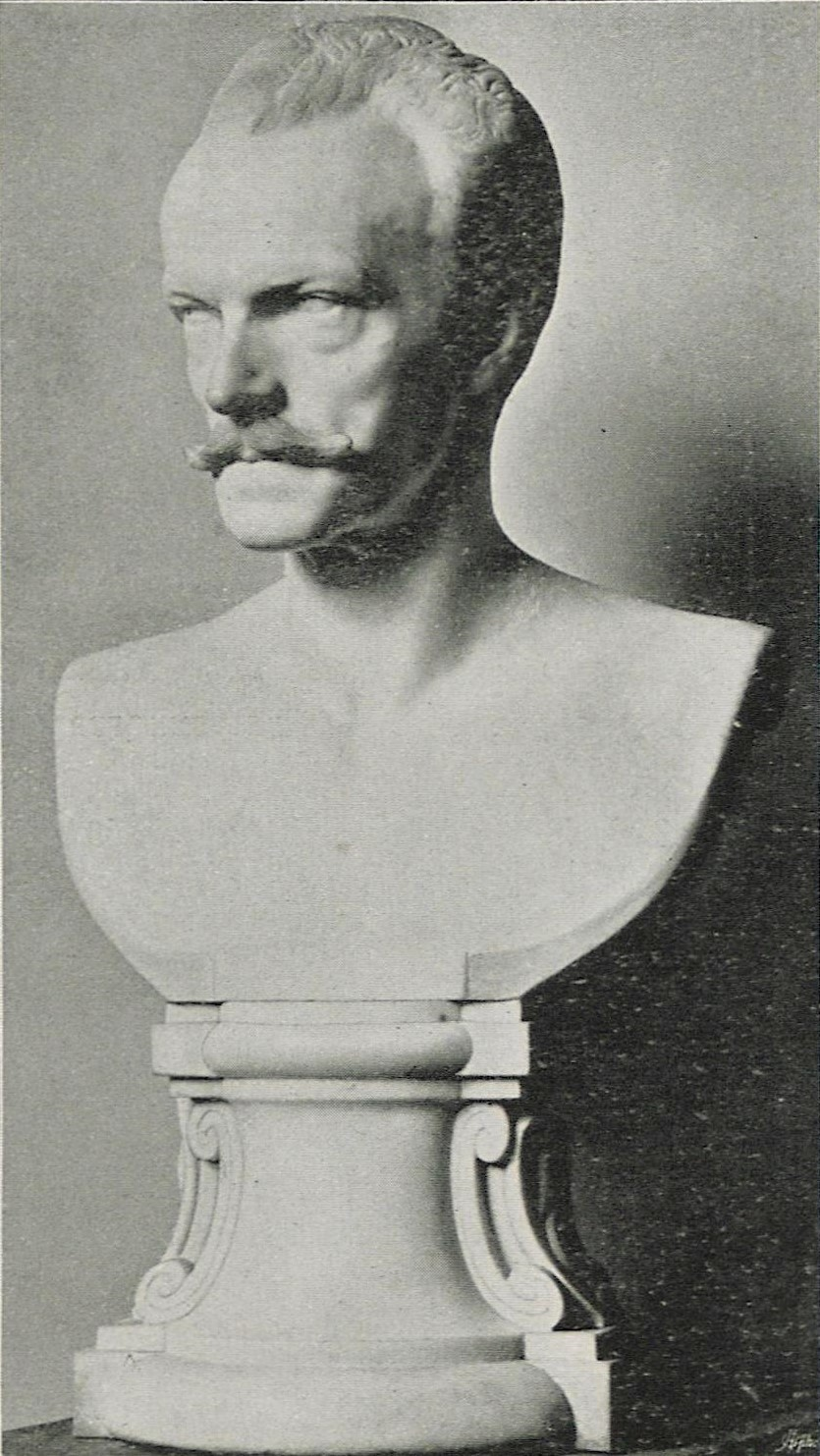
Busto del Duca di Adolf von Hildebrand

I funerali furono celebrati in forma privata, come suo volere.
La clinica oftalmica di Monaco esiste ancora oggi e porta il suo nome.

## Discendenza
Il Duca si sposò due volte:
- dal matrimonio con Sofia di Sassonia, sua prima moglie, ebbe:
  - Amalia (1865-1912), che avrebbe sposato Guglielmo di Urach.
- dal secondo matrimonio con Maria José di Braganza nacquero:
  - Sofia (22 febbraio 1875-1957);
  - Elisabetta (25 luglio 1876-1965);
  - Maria Gabriella (9 ottobre 1878-1912);
  - Luigi Guglielmo (1884-1968);
  - Francesco Giuseppe (1888-1912).

## Ascendenza
|                                  |                                            |                                          | Genitori                                                   |  |  | Nonni |  |  | Bisnonni             |  |  | Trisnonni                         |  |
|                                  |                                            |                                          |                                                            |  |  |       |  |  | Guglielmo in Baviera |  |  | Giovanni di Birkenfeld-Gelnhausen |  |
|                                  |                                            |                                          |                                                            |  |  |       |  |  | Guglielmo in Baviera |  |  | Giovanni di Birkenfeld-Gelnhausen |  |
|                                  |                                            | Sofia Carlotta di Salm-Dhaun             |                                                            |  |  |       |  |  | Guglielmo in Baviera |  |  |                                   |  |
| Pio Augusto in Baviera           |                                            |                                          |                                                            |  |  |       |  |  | Guglielmo in Baviera |  |  |                                   |  |
|                                  |                                            | Maria Anna di Zweibrücken-Birkenfeld     | Federico Michele di Zweibrücken-Birkenfeld                 |  |  |       |  |  |                      |  |  |                                   |  |
|                                  |                                            | Maria Anna di Zweibrücken-Birkenfeld     | Federico Michele di Zweibrücken-Birkenfeld                 |  |  |       |  |  |                      |  |  |                                   |  |
|                                  |                                            | Maria Anna di Zweibrücken-Birkenfeld     | Maria Francesca del Palatinato-Sulzbach                    |  |  |       |  |  |                      |  |  |                                   |  |
| Massimiliano Giuseppe in Baviera |                                            | Maria Anna di Zweibrücken-Birkenfeld     |                                                            |  |  |       |  |  |                      |  |  |                                   |  |
|                                  |                                            | Luigi Maria di Arenberg                  | Carlo Maria Raimondo d'Arenberg                            |  |  |       |  |  |                      |  |  |                                   |  |
|                                  |                                            | Luigi Maria di Arenberg                  | Carlo Maria Raimondo d'Arenberg                            |  |  |       |  |  |                      |  |  |                                   |  |
|                                  |                                            | Luigi Maria di Arenberg                  | Louise Margarete de la Marck-Schleiden, Contessa di Vardes |  |  |       |  |  |                      |  |  |                                   |  |
| Amalia Luisa di Arenberg         |                                            | Luigi Maria di Arenberg                  |                                                            |  |  |       |  |  |                      |  |  |                                   |  |
|                                  |                                            | Marie Adélaïde Julie de Mailly           | Louis Joseph de Mailly, Marchese of Nesle                  |  |  |       |  |  |                      |  |  |                                   |  |
|                                  |                                            | Marie Adélaïde Julie de Mailly           | Louis Joseph de Mailly, Marchese of Nesle                  |  |  |       |  |  |                      |  |  |                                   |  |
|                                  |                                            | Marie Adélaïde Julie de Mailly           | Adélaïde Julie d'Hautefort                                 |  |  |       |  |  |                      |  |  |                                   |  |
| Carlo Teodoro in Baviera         |                                            | Marie Adélaïde Julie de Mailly           |                                                            |  |  |       |  |  |                      |  |  |                                   |  |
|                                  | Federico Michele di Zweibrücken-Birkenfeld | Cristiano III del Palatinato-Zweibrücken |                                                            |  |  |       |  |  |                      |  |  |                                   |  |
|                                  | Federico Michele di Zweibrücken-Birkenfeld | Cristiano III del Palatinato-Zweibrücken |                                                            |  |  |       |  |  |                      |  |  |                                   |  |
|                                  | Federico Michele di Zweibrücken-Birkenfeld | Carolina di Nassau-Saarbrücken           |                                                            |  |  |       |  |  |                      |  |  |                                   |  |
| Massimiliano I di Baviera        | Federico Michele di Zweibrücken-Birkenfeld |                                          |                                                            |  |  |       |  |  |                      |  |  |                                   |  |
|                                  |                                            | Maria Francesca di Sulzbach              | Giuseppe Carlo del Palatinato-Sulzbach                     |  |  |       |  |  |                      |  |  |                                   |  |
|                                  |                                            | Maria Francesca di Sulzbach              | Giuseppe Carlo del Palatinato-Sulzbach                     |  |  |       |  |  |                      |  |  |                                   |  |
|                                  |                                            | Maria Francesca di Sulzbach              | Elisabetta Augusta Sofia del Palatinato-Neuburg            |  |  |       |  |  |                      |  |  |                                   |  |
| Ludovica di Baviera              |                                            | Maria Francesca di Sulzbach              |                                                            |  |  |       |  |  |                      |  |  |                                   |  |
|                                  |                                            | Carlo Luigi di Baden                     | Carlo Federico di Baden                                    |  |  |       |  |  |                      |  |  |                                   |  |
|                                  |                                            | Carlo Luigi di Baden                     | Carlo Federico di Baden                                    |  |  |       |  |  |                      |  |  |                                   |  |
|                                  |                                            | Carlo Luigi di Baden                     | Carolina Luisa d'Assia-Darmstadt                           |  |  |       |  |  |                      |  |  |                                   |  |
| Carolina di Baden                |                                            | Carlo Luigi di Baden                     |                                                            |  |  |       |  |  |                      |  |  |                                   |  |
|                                  |                                            | Amalia d'Assia-Darmstadt                 | Luigi IX d'Assia-Darmstadt                                 |  |  |       |  |  |                      |  |  |                                   |  |
|                                  |                                            | Amalia d'Assia-Darmstadt                 | Luigi IX d'Assia-Darmstadt                                 |  |  |       |  |  |                      |  |  |                                   |  |
|                                  |                                            | Amalia d'Assia-Darmstadt                 | Carolina del Palatinato-Zweibrücken-Birkenfeld             |  |  |       |  |  |                      |  |  |                                   |  |
|                                  |                                            | Amalia d'Assia-Darmstadt                 |                                                            |  |  |       |  |  |                      |  |  |                                   |  |